# Aleixo Cabalário
Aleixo Cabalário ou Cabalares (em grego: Ἀλέξιος Καβαλλάριος/Καβαλλάρης) foi um aristocrata bizantino, primo do imperador Miguel VIII Paleólogo (r. 1259–1282). Ele participou nas campanhas bizantinas na Moreia no começo dos anos 1260, e foi levado prisioneiros por Guilherme II de Vilearduin após a batalha de Macriplagi (1263/1264). Aparentemente libertado em alguma data posterior, em ca. 1270, manteve os ofícios de mestre da mesa (epi tes trapezes) e governador de Tessalônica. Junto com o déspota João Paleólogo, liderou um exército bizantino contra João I Ducas da Tessália, mas foi derrotado e morto na batalha de Neopatras (variadamente datada entre 1273-1275).